# Clavatula hattenbergeri
Clavatula hattenbergeri is een slakkensoort uit de familie van de Clavatulidae. De wetenschappelijke naam van de soort is voor het eerst geldig gepubliceerd in 2008 door Nolf & Verstraeten.